# Gregor Braun
Gregor Braun (Neustadt an der Weinstraße, Renània-Palatinat, 31 de desembre de 1955) és un ciclista alemany, ja retirat, que fou professional entre 1977 i 1989. Durant la seva carrera combinà el ciclisme en pista amb la carretera, destacant en ambdues especialitats.
Abans de passar al professionalisme guanyà diversos campionats d'Alemanya de persecució i dues medalles d'or als Jocs Olímpics de Mont-real de 1976, en persecució individual i persecució per equips.
Com a professional destaquen tres campionats nacionals en ruta, dos campionats del món de persecució, una etapa al Giro d'Itàlia i la Volta a Alemanya de 1980.
Una vegada retirat va treballar com a entrenador i hoteler. El juny de 2023 va ser condemnat a 2 anys i 9 mesos de presó per abús sexual a un menor.

## Palmarès en pista
- 1973
  -  Campió d'Alemanya de persecució júnior
- 1975
  -  Campió del món de persecució per equips amateur (amb Günther Schumacher, Peter Vonhof i Hans Lutz)
  -  Campió d'Alemanya de persecució amateur
  -  Campió d'Alemanya de persecució per equips amateur
- 1976
  -  Medalla d'or en persecució individual als Jocs Olímpics de Mont-real
  -  Medalla d'or en persecució per equips als Jocs Olímpics de Mont-real (amb Hans Lutz, Günther Schumacher i Peter Vonhof)
  -  Campió d'Alemanya de persecució amateur (amb Hans Lutz, Günther Schumacher i Peter Vonhof)
- 1977
  -  Campió del món de persecució
- 1978
  -  Campió del món de persecució
  - Campió d'Europa de Madison (amb Patrick Sercu)
  - 1r als Sis dies de Múnic (amb Patrick Sercu)
- 1979
  - 1r als Sis dies de Frankfurt (amb René Pijnen)
  - 1r als Sis dies de Colònia (amb Patrick Sercu)
- 1980
  - 1r als Sis dies de Berlín (amb Patrick Sercu)
  - 1r als Sis dies de Dortmund (amb Patrick Sercu)
  - 1r als Sis dies de Frankfurt (amb René Pijnen)
- 1981
  - 1r als Sis dies de Berlín (amb Dietrich Thurau)
  - 1r als Sis dies de Bremen (amb René Pijnen)
  - 1r als Sis dies de Frankfurt (amb Dietrich Thurau)
- 1983
  - 1r als Sis dies de Bremen (amb René Pijnen)
- 1984
  - 1r als Sis dies de Stuttgart (amb Gert Frank)

## Palmarès en ruta
- 1977
  - 1r a Nacht von Hannover
  - Vencedor d'una etapa del Tour del Mediterrani
- 1978
  -  Campió d'Alemanya en ruta
  - 1r al Rund um den Henniger Turm
  - Vencedor d'una etapa del Tour del Mediterrani
  - Vencedor d'una etapa de la Volta a Bèlgica
- 1979
  - 1r al Tour d'Indre-et-Loire i vencedor d'una etapa
  - Vencedor d'una etapa del Tour del Mediterrani
- 1980
  -  Campió d'Alemanya en ruta
  - 1r a la Volta a Alemanya
  - 1r al Giro de Sardenya i vencedor d'una etapa
  - 1r al Gran Premi Cecina
  - Vencedor d'una etapa de la Tirrena-Adriàtica
- 1981
  - 1r a la Tre Valli Varesine
  - 1r a la Milà-Vignola
  - 1r a la Fletxa Hesbignonne Cras Avernas
  - 1r al Gran Premi Cecina
- 1982
  - 1r a la Helden-Panningen
  - 1r a la Kuurne-Brussel·les-Kuurne
  - Vencedor d'una etapa de la Tirrena-Adriàtica
- 1983
  -  Campió d'Alemanya en ruta
  - 1r al Giro de Sardenya
  - 1r al Coca-Cola Trophy
  - Vencedor d'una etapa del Giro d'Itàlia
- 1987
  - Vencedor d'una etapa de la Setmana Catalana

### Resultats al Giro d'Itàlia
- 1979. 39è de la classificació general
- 1980. 22è de la classificació general
- 1981. Abandona
- 1983. 76è de la classificació general. Vencedor d'una etapa
- 1985. 127è de la classificació general

### Resultats al Tour de França
- 1982. Abandona (7a etapa)